# Приньяно-Чиленто
Приньяно-Чиленто (італ. Prignano Cilento) — муніципалітет в Італії, у регіоні Кампанія, провінція Салерно.
Приньяно-Чиленто розташоване на відстані близько 280 км на південний схід від Рима, 90 км на південний схід від Неаполя, 50 км на південний схід від Салерно.
Населення — 1020 осіб (2014).
Щорічний фестиваль відбувається 6 грудня. Покровитель — святий Миколай.

## Демографія
Населення за роками:

Станом на 1 січня 2023 року в муніципалітеті офіційно проживали 52 іноземці з 14 країн, серед них 36 громадян країн Євросоюзу та 2 громадяни України.

## Сусідні муніципалітети
- Агрополі
- Чичерале
- Ольястро-Чиленто
- Перито
- Рутіно
- Торк'яра